# Partito del Congresso del Botswana
Il Partito del Congresso del Botswana (in lingua inglese: Botswana Congress Party, BCP) è un partito politico botswano.

## Risultati elettorali
| Elezione | Voti    | % | Seggi  |
| -------- | ------- | - | ------ |
| 1999     | 40 096  |   | 1 / 40 |
| 2004     | 68 556  |   | 1 / 57 |
| 2009     | 104 302 |   | 4 / 57 |
| 2014     | 140 998 |   | 3 / 57 |